# شهر خرس
«خرس‌آباد» (انگلیسی: BearCity) یک فیلم آمریکایی در سبک کمدی-درام است که در سال ۲۰۱۰ منتشر شد.

## موضوع فیلم
فیلم درباره تایلر و اشتیاق وی برای بازیگری است.

## بازیگران
- اشلی اتکینسن
- استیون گوارینو
- جرالد مکولک